# Acker-Ziest
Der Acker-Ziest (Stachys arvensis) ist eine Pflanzenart aus der Gattung Zieste (Stachys) in der Familie der Lippenblütler (Lamiaceae).

## Beschreibung

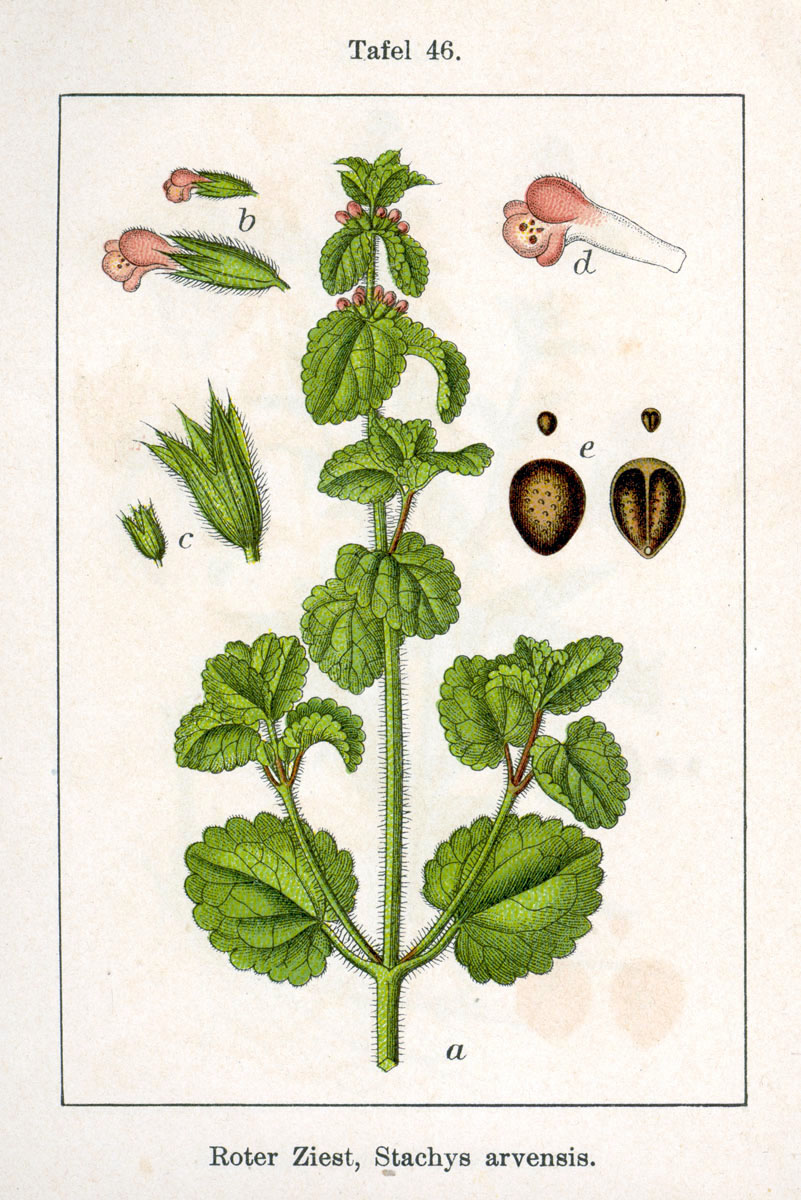
Illustration aus Sturm

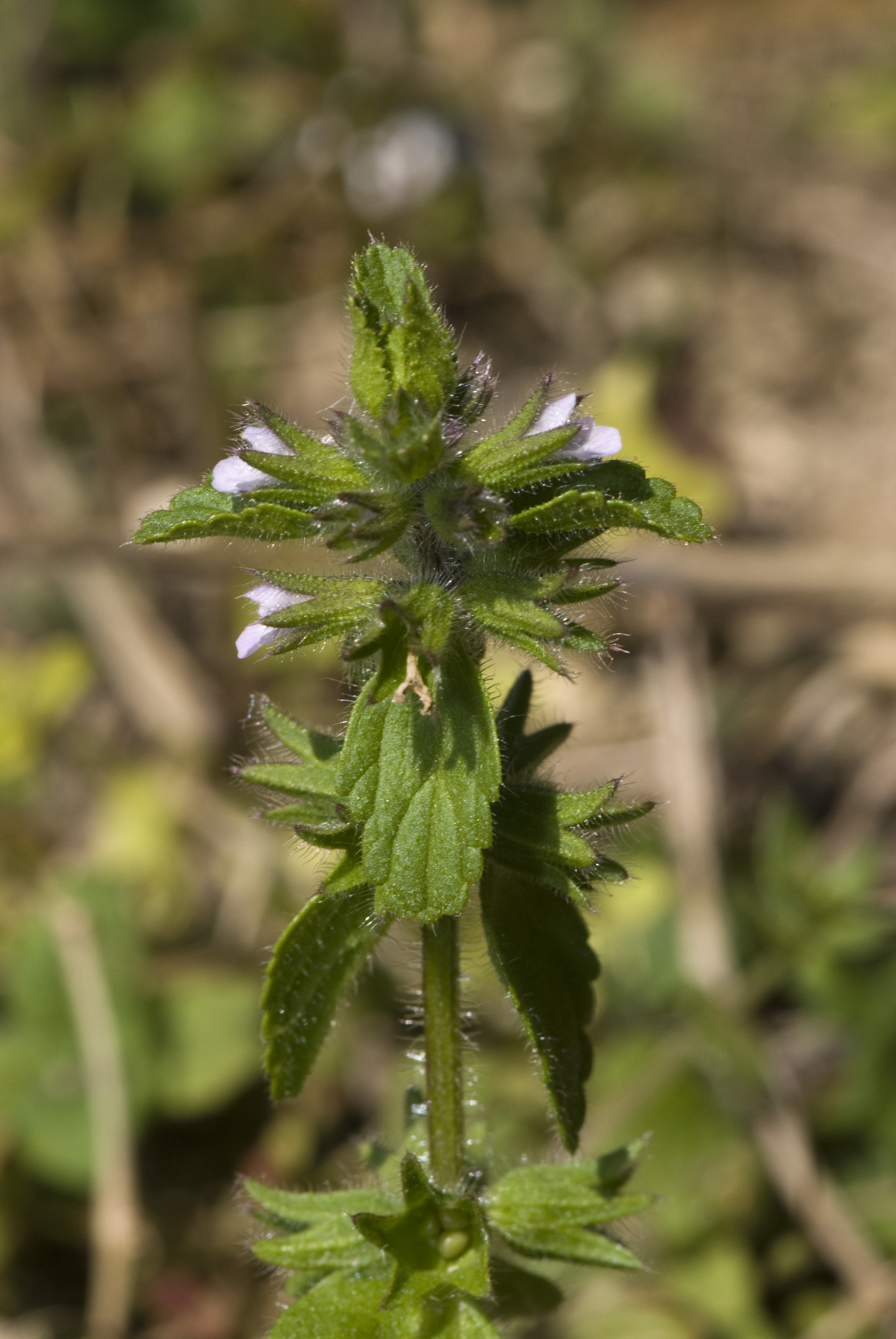
Ausschnitt eines Blütenstandes

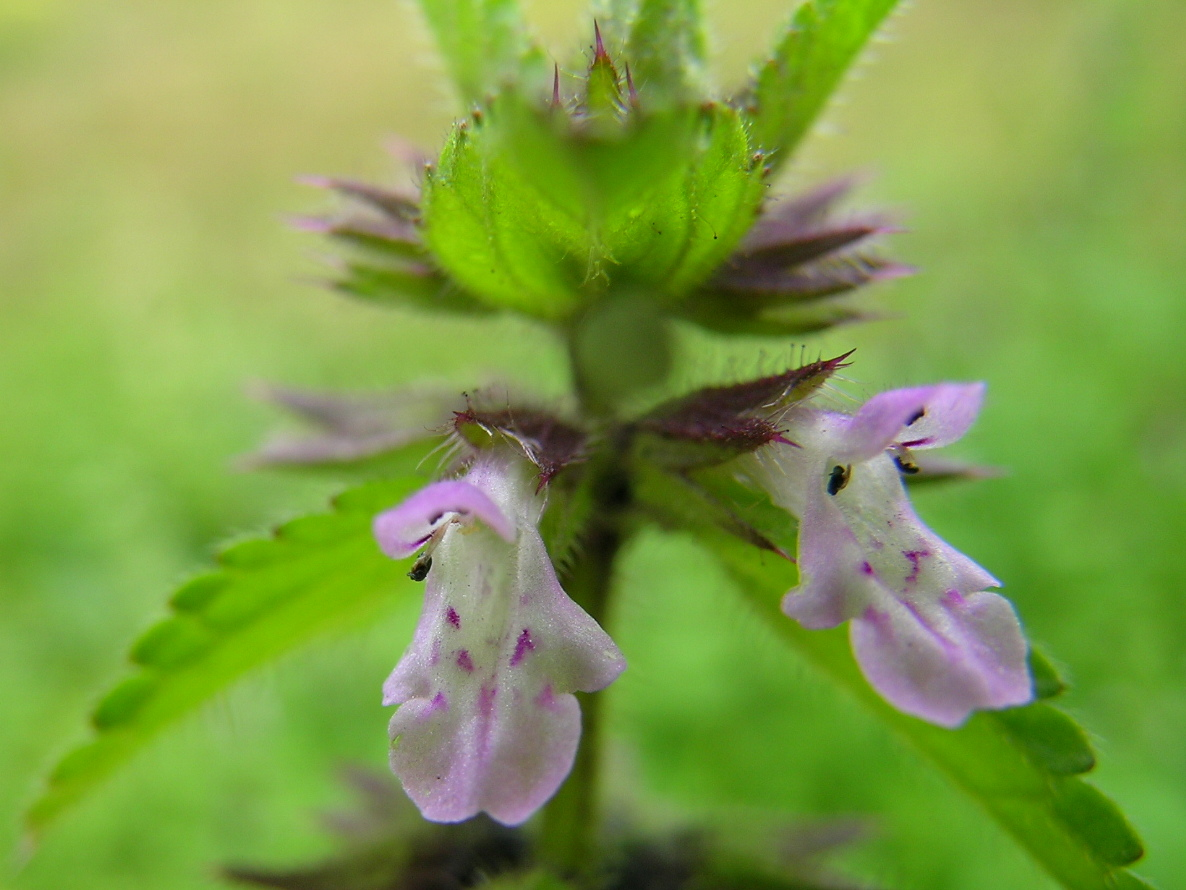
Zygomorphe Blüten

### Vegetative Merkmale
Der Acker-Ziest wächst als einjährige, krautige Pflanze und erreicht Wuchshöhen von meist 30 bis 40 (10 bis 50) Zentimetern. Der schlanke Stängel ist niederliegend, seltener aufrecht, sparrig reich verzweigt und oft violett überlaufen sowie spärlich flaumig behaart. Die Internodien sind 1 bis 8 Zentimeter lang.
Die Laubblätter sind gegenständig am Stängel angeordnet. Die unteren Laubblätter sind 0,5 bis 2 Zentimeter lang gestielt und die oberen sitzend. Die einfache Blattspreite ist bei einer Länge von 1 bis 3 Zentimetern und einer Breite von 0,8 bis 3 Zentimetern breit-eiförmig bis breit-elliptisch mit herzförmiger Spreitenbasis, stumpfem Ende und stumpf gekerbtem Blattrand. Die netznervige Blattspreite ist oberseits dicht flaumig behaart sowie unterseits spärlich flaumig behaart.

### Generative Merkmale
Der Gesamtblütenstand umfasst etwa sechs bis zwölf weit auseinanderliegende Scheinquirle mit jeweils vier bis sechs Blüten. In diesem Bereich sind die sitzenden Blätter kürzer als die Kelchblätter mit keilförmiger Basis und mehr oder weniger glattem Rand. Die Deckblätter sind etwa 1 Millimeter lang. Die kurzen Blütenstiele sind etwa 1 Millimeter lang. 
Die zwittrigen, zygomorphen, fünfzähligen Blüten sind 6 bis 9 Millimeter lang mit doppelter Blütenhülle. Fünf Kelchblätter sind glockig verwachsen. Der dicht abstehend behaarte und besonders auf der Oberseite violett überlaufene, zehnnervige Kelch ist zur Blütezeit 6 bis 7 Millimeter lang und zur Fruchtzeit 7 bis 8 Millimeter lang und urnenförmig. Die fast gleichen Kelchzähne sind etwa so lang wie die Kelchröhre und sind zur Blütezeit lanzettlich, aber zur Fruchtzeit fast so breit wie lang mit spitzem Ende. Die zweilippige Blütenkrone ist mit einer Länge von 6 bis 8 Millimeter kürzer oder kaum länger als der Kelch. Die fünf weißen, bleichrosafarbenen oder roten Kronblätter sind verwachsen. Die gerade Kronröhre ist innen mit einem Haarring versehen. Die gerade Oberlippe ist bei einer Länge von 1,5 bis 2,5 Millimetern eiförmig und außen flaumig behaart. Die 2 bis 3 Millimeter lange ausgebreitete Unterlippe ist ebenfalls gerade vorgestreckt und außen flaumig behaart, dreilappig mit abgerundetem oder gekerbtem Mittellappen sowie kleineren, eiförmigen Seitenlappen. Die Staubbeutel sind violett, sie liegen unter der Oberlippe.
Die Klausenfrucht zerfällt in vier Teilfrüchte, diese Klausen sind etwa 1,5 Millimeter lang, eiförmig, fein warzig-rau und von schwarzbrauner Farbe.
Die Blütezeit liegt vorwiegend in den Monaten von (Juni) Juli bis Oktober (November).
Die Chromosomenzahl beträgt 2n = 10 oder 18.

## Vorkommen
Der Schwerpunkt Verbreitung des Acker-Ziest ist das atlantische Europa. Ostwärts kommt er vor bis Schweden und Polen, Fujian, Guangdong, Guangxi und Taiwan sowie Russland; im Mittelmeerraum ist er seltener, er kommt aber auf den Azoren, den Kanaren, auf Madeira und in Nordafrika vor bis Griechenland und Kreta. Darüber hinaus kann er auch verschleppt vorkommen. Seine Vorkommen im atlantischen Nordamerika bis Brasilien sind wahrscheinlich spätere Einbürgerungen.
Der Acker-Ziest wächst auf Sandböden oder kalkarmen Lehmböden in wintermilder Klimalage auf feuchten Äckern oder in Gärten. Kalkböden meidet er. Er ist eine Kennart des Setario-Stachyetum arvensis, einer Hackunkrautgesellschaft (Polygono-Chenopodienion). Infolge Intensivierung der Landwirtschaft ist er aber selten geworden. Er kommt auch an Grabenrändern und auf Teichschlamm vor. Er steigt im Kanton Wallis bis 1000 Meter Meereshöhe auf.
Die ökologischen Zeigerwerte nach Landolt et al. 2010 sind in der Schweiz: Feuchtezahl F = 3+ (feucht), Lichtzahl L = 4 (hell), Reaktionszahl R = 2 (sauer), Temperaturzahl T = 4 (kollin), Nährstoffzahl N = 4 (nährstoffreich), Kontinentalitätszahl K = 2 (subozeanisch).

## Ökologie
Die kleinen Blüten sondern nur wenig Nektar ab und werden nur spärlich von kleinen Bienenarten besucht. Selbstbestäubung ist die Regel.

## Systematik
Diese Art wurde durch Carl von Linné unter dem Namen Glecoma arvensis erstveröffentlicht; in der zweiten Auflage seines Werkes Species Plantarum im Jahr 1763 hat er diese Art in die Gattung Stachys gestellt.